# Herb Saksonii
Herb Wolnego Państwa Saksonii (niem.: Landeswappen des Freistaates Sachsen) występuje w dwóch wersjach:
jako herb państwowy, używany tylko przez instytucje państwowe, i jako oznaka herbu, którą może używać każdy.

## Historia
Zasadniczy "Herb Ruciany" (Rautenkranzwappen) Saksonii – obecny herb republiki – pochodzi od herbu Królestwa Saksonii i składa się z dwóch elementów: tarczy herbowej z pięcioma złotymi i pięcioma czarnymi poziomymi pasami, która pojawia się w XII wieku jako godło panującej wówczas w Saksonii–Wittenberdze dynastii askańskiej, posiadającej godność elektorów Rzeszy i wygasłej w 1422 w linii męskiej. 6 stycznia 1423 margrabia Miśni Fryderyk I Saski z rodu Wettynów przejął księstwo Wittenberga i godność elektora Rzeszy (kurfirsta) i przybrał jako herb Saksonii dawną askańską tarczę herbową z drugim elementem herbu, położonym ukośnie na prawo zielonym paskiem symbolizującym gałązkę ruty (według legendy książę Bernard III Askańczyk (1180-1212) założył na hełm wieniec z ruty jako koronę przy nadaniu mu Saksonii jako lenna, ale gałązka ruty pojawiła się w herbie Saksonii dopiero w 1262). Od tej pory "Ruciany Herb" jest głównym godłem Saksonii.
Herbu tego używały wszystkie księstwa saskie (jak. np. Saksonia-Coburg, Saksonia-Altenburg, itp.) rządzone przez dynastię Wettynów.
W herbie Polski (złożonym) występuje jako element centralny za rządów  królów Augusta Mocnego i Augusta III oraz w dwupolowym herbie Księstwa Warszawskiego za czasów Fryderyka Augusta I.

Marchia Miśnieńska 965–1423
Elektorat Saksonii 1356–1806
Królestwo Saksonii 1806–1918
Herb Saksonii podczas rządów nazistowskich w Niemczech.

## Herby dzielnicowe w dzisiejszej Saksonii
Konstytucja Republiki Saksonii (Art.2) zezwala na używanie na terenie osiedlenia Serbołużyczan ich własnej flagi i godła narodowego, oraz na używanie na terenie należącej do Saksonii części Dolnego Śląska (okolice Görlitz, właściwie: Śląskie Łużyce) flagi i godła dolnośląskiego na równych prawach z godłem i flagą państwową.

## Galeria

Herb Wolnego Państwa Saksonii
Oznaka herbowa Wolnego Państwa Saksonii